# 卡尔·尤海姆

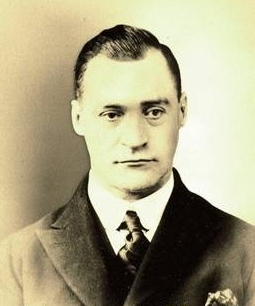
卡尔·尤海姆

卡尔·约塞夫·威廉·尤海姆（1886年12月25日—1945年8月14日）是活跃在二战前的德国糕点师、商人，也是最早在日本制作年轮蛋糕和售卖糖渍栗子的人。他在青岛战役中作为俘虏被强制移送至日本，后留在日本。他在兵库县神户市开的咖啡厅「JUCHHEIM'S」是如今尤海姆株式会社的前身。

## 生平

### 发迹
1886年12月25日，尤海姆生于德国莱茵河畔以东4公里的小城绍尔塔尔的绍尔堡农场（Hof Sauerberg），他是父亲弗朗茨（Franz）与母亲艾玛（Emma）所育的第十子。尤海姆从小在吕根岛上的加尔茨长大，国民学校毕业后在施特拉尔松德的一家糕点店实习，晚上在夜间职业学校学习面包和糕点的制作。1908年，尤海姆在糕点店老板的建议下来到当时的德国租借地——胶州湾租借地的青岛哈利洋行就职。

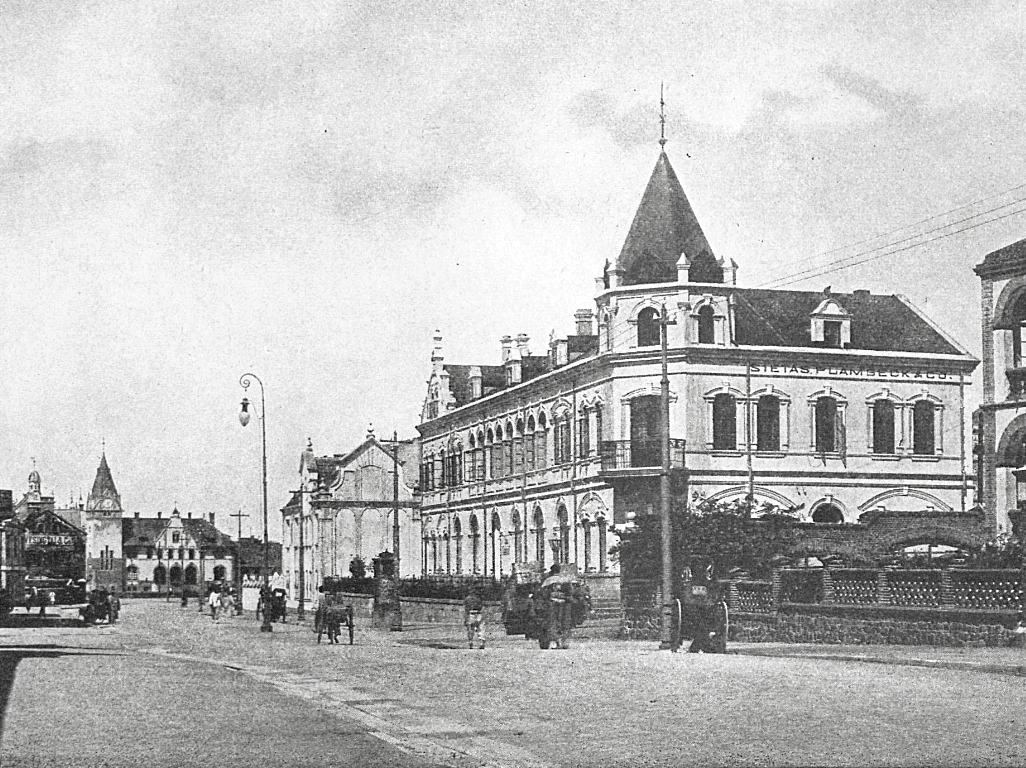
哈利洋行（现已不存）

根据尤海姆株式会社的说法，尤海姆在1909年开了自己的咖啡厅“JUCHHEIM'S”，尤海姆株式会社的创始年份也定在这一年。但经德国波恩大学的马维立教授考证，尤海姆在1908年下半年或1909年初至1913年一直作为哈利洋行的糕点师，直至1914年才在海因里希亲王大街（今广西路）上开了一家咖啡厅。

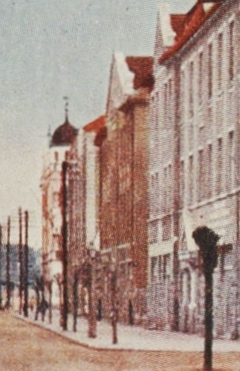
青岛尤海姆咖啡厅所在地（中间被涂成红色的建筑，现已不存）

尤海姆制作的年轮蛋糕被誉为是纯正的德国风味。1914年，尤海姆回国见到了一位来自默尔斯的糕点师赫尔曼·贝格曼（Hermann Bergmann），他把他的侄女埃莉瑟·阿伦多夫（Elise Ahrendorf）介绍给了尤海姆。同年7月28日，两人在青岛礼拜堂正式举行了婚礼。

### 被俘

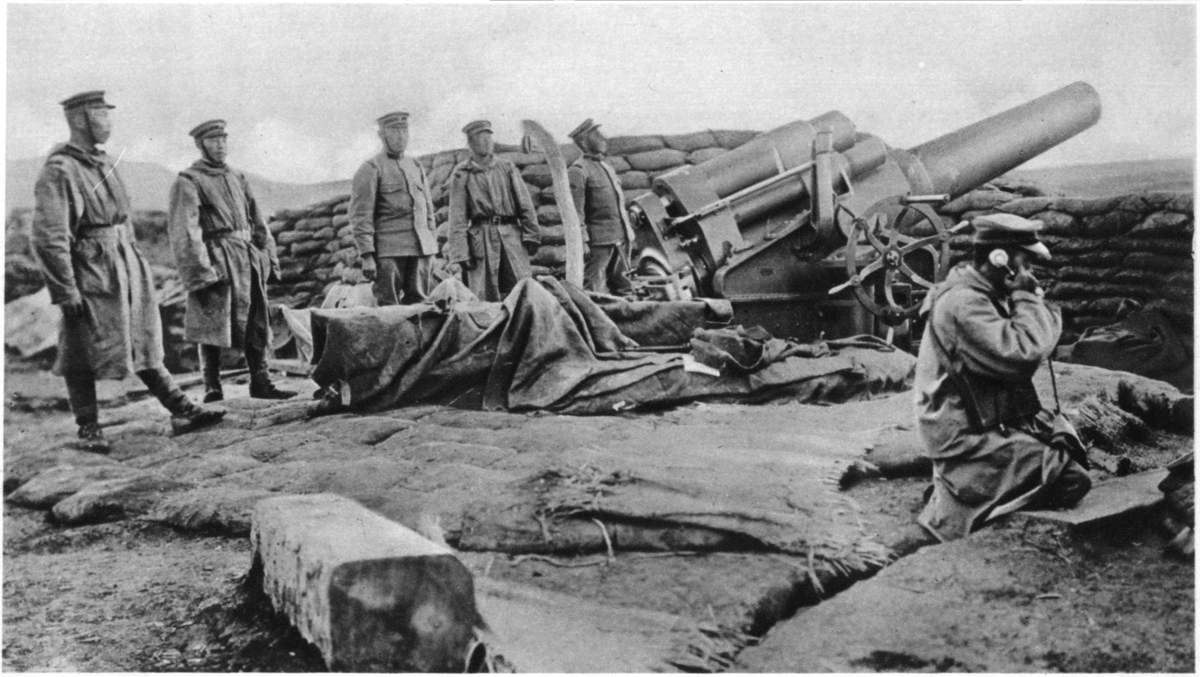
青岛战役时的场景

婚礼结束后的1914年8月1日，德国对法、俄宣战，第一次世界大战爆发。8月15日，日本对德国宣战，青岛战役爆发，历经三个月的激战，德军向日军投降，青岛被日本占领。尽管尤海姆不是参战人员，可他还是在第二年9月作为日军战俘被移送至大阪府大阪市西区南恩贺岛町附近的大阪战俘收容所。在收容所的这段时间里，尤海姆一直担心着自己远在青岛的妻子和孩子（尤海姆被强制移送至日本时，埃莉瑟已经怀孕，并于1915年11月4日诞下了长子卡尔弗朗茨）。
1917年2月19日，为防范流感，大阪战俘收容所裡所收容的全体战俘被移送至广岛县安艺郡仁保島村（現在的广岛市南区似岛）的似岛检疫所。1919年3月4日，广岛县将举办似岛检疫所德国战俘作品展销会，尤海姆决定做例如年轮蛋糕之类的糕点。尽管他没能收集到制作材料（烤制年轮蛋糕需要坚硬的栎树柴薪），可最终仍烤制成功，并在广岛县物产陈列馆（现原爆圆顶馆）内举办的“德国作品展示会”上制售。这是日本的第一块年轮蛋糕。这个时候，尤海姆将蛋糕朝着日本人的口味加以改良（尤海姆在日军占领青岛期间，了解到日本人不喜欢吃含黄油过多的蛋糕）并获得成功，他的蛋糕因而大卖。

### 创业

#### 东京立足
1918年11月11日，德国与协约国签订停战协定，第一次世界大战结束。至此，在日本的德国战俘也被释放，他们中的大多数人希望回国，但仍有像是海因里希·弗罗因德利布与奥古斯特·洛梅耶等人则选择留在日本。起初尤海姆也想回到青岛，但当他看到青岛爆发霍乱的消息时决定留在日本。后来，尤海姆被明治屋社长矶野长蔵在银座开设的“CAFÉ EUROPE”咖啡厅所雇用，并任命他为糕点部主任。于是他叫妻子带着儿子从青岛来到日本，一家人住在“CAFÉ EUROPE”的三楼。
尤海姆做的糕点广受好评。评价最高的是年轮蛋糕，此外梅子蛋糕在品评会上获得了外务大臣奖。“CAFÉ EUROPE”的常客有里見弴、十三代杵屋六左衛門、嘉治隆一、二代目市川猿之助、栗岛澄子等人。1923年9月1日，“CAFÉ EUROPE”在关东大地震中被烧毁。

#### 横滨开店
1922年2月，尤海姆与“CAFÉ EUROPE”的合同期满，正当夫妻二人为未来的生计发愁时，一个叫林松的俄国人提出要出售自己在横滨市山下町所经营的餐厅。于是尤海姆夫妇前去进店考察，发现来就餐的客人门可罗雀。夫妻二人本想拒绝林松的请求，但后来埃莉瑟说她“听见了上帝的声音”，于是起心动念。林松作价3000日元，但作为附加条件，要求尤海姆承担他先前欠下的房租和货款。3月7日，夫妻二人的新店开业，店名定为“E·尤海姆”（E就是埃莉瑟（Elise）的首字母）。埃莉瑟注意到，这附近没有餐厅提供价格适中的午餐，于是她推出了德式风格的简餐。这个点子令餐厅取得了空前的成功。

#### 神户再起

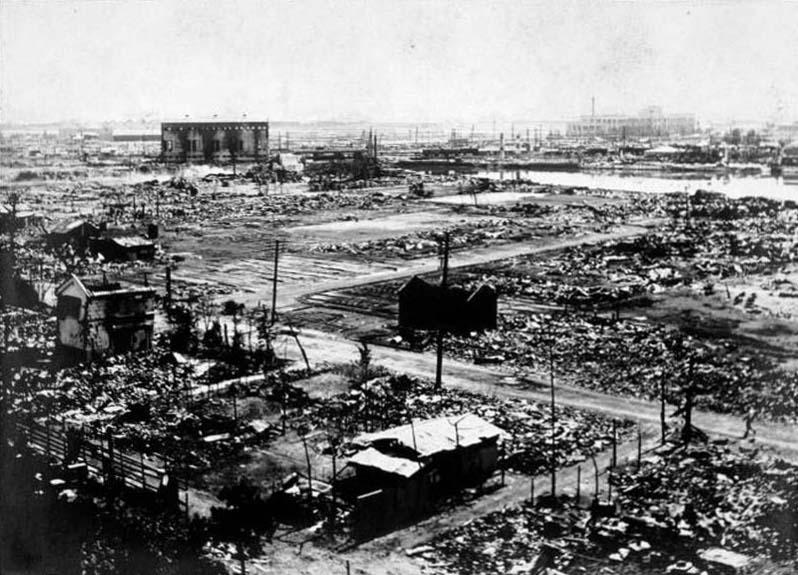
关东大地震后的横滨

正当夫妻二人的生意欣欣向荣之际，1923年9月1日，“E·尤海姆”在关东大地震中被烧毁，除了尤海姆口袋里仅有的5日元外，其他财产全都付之一炬。一家人只好暂住在兵库县明石郡垂水村（今神户市垂水区）的友人家中，计划在神户东山再起。起初尤海姆考虑在托亚酒店工作，但芭蕾舞演员安娜·巴甫洛娃则建议他在神户市神户区（今中央区）三宫町1丁目309番地的一座三层西式建筑“三宫市”（サンノミヤイチ）内开店，于是尤海姆从救济基金里借到3000日元作为本金，在“三宫市”的一楼开了一家咖啡厅“JUCHHEIM'S”。当年神户没有外国人经营的咖啡厅，“JUCHHEIM'S”的开业吸引了许多外国客人前来做客。开业约一年后，一些店铺也开始购销“JUCHHEIM'S”的糕点，咖啡厅的经营也很顺利。即便大丸神户店推出了西式糕点，邻近的蛋糕店也开始销售仿制的尤海姆的年轮蛋糕，尤海姆的咖啡厅的人气却没有丝毫下降。除了年轮蛋糕外，“JUCHHEIM'S”也首次在日本售卖糖渍栗子。店里的常客有入江隆子、增井光藏、小出楢重等艺人和文化界人士，以及小川平吉、猿丸吉左衛門、岡崎忠雄等政界和经济界人士。谷崎润一郎也很喜欢“JUCHHEIM'S”的糕点。

### 晚年

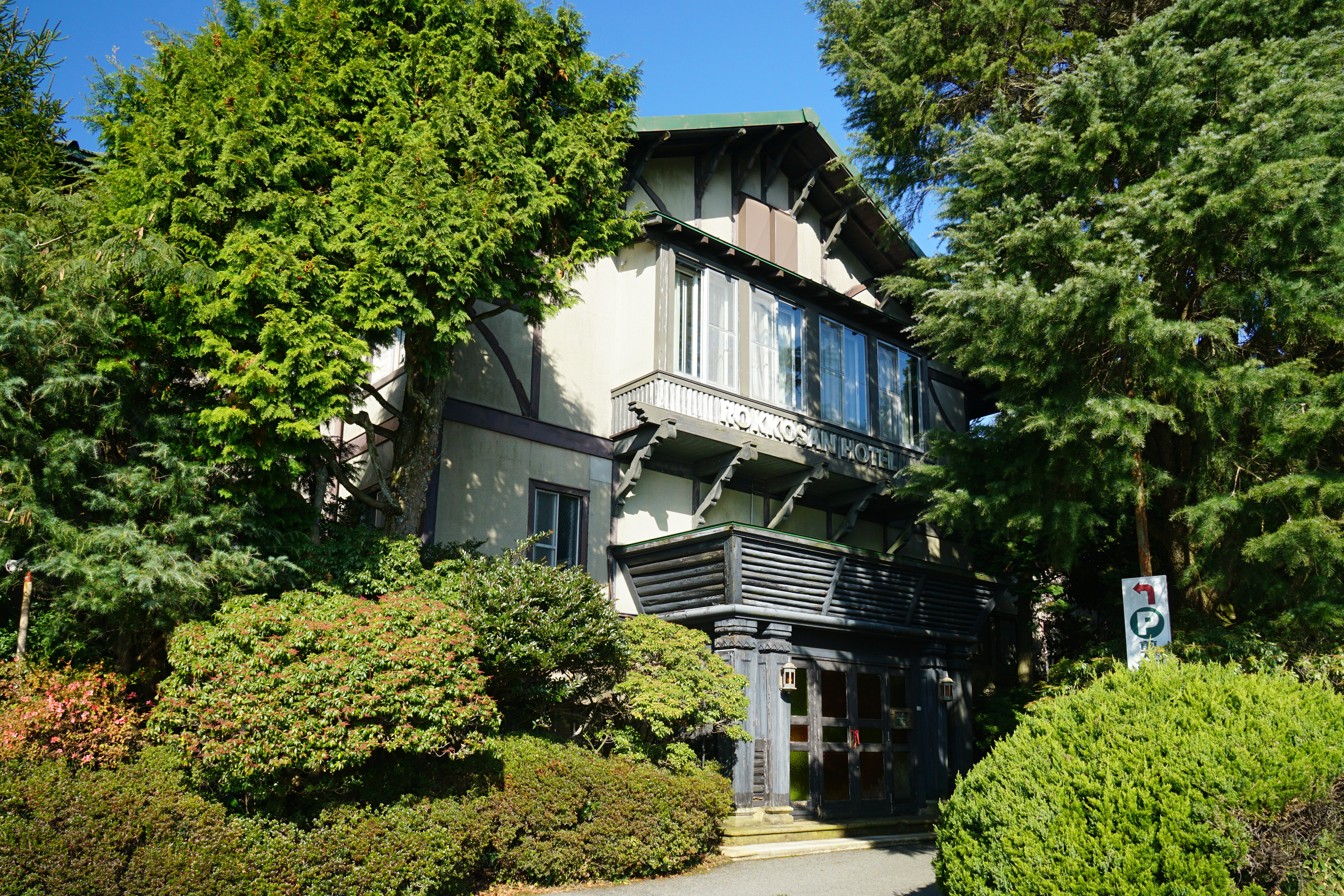
六甲山酒店

1937年夏，埃莉瑟发觉尤海姆的行为不太正常，决定让他住进精神病院。尤海姆没有病识感，屡次出现异常行为，如常常从医院逃走等，于是埃莉瑟决定让他返回德国接受治疗。几年后，尤海姆的病情好转，回到了日本，可他性格大变，不再像从前那么开朗，也无法像从前那样工作。此外，随着1941年太平洋战争开战后，日军节节败退，物资供应短缺，制作糕点的原材料严重匮乏，使店铺的生计愈加难以维系。1944年，店铺不再续租，一家人只经营面包作坊（该作坊专门为德国海军士兵提供烤面包）。
1945年6月，作坊因空袭而停产，尤海姆一家在神戶市灘區六甲山上的六甲山酒店安顿下来。8月14日下午六点，尤海姆坐在酒店房间的椅子上，在与埃莉瑟说话时溘然长逝，享年58岁。医生在死亡诊断书中写明死因为中风。尤海姆的遗容很是安详，以至于埃莉瑟说她“感到死亡也不是那么可怕”。由于找不到符合尤海姆这样高大体型的棺材，他的遗体只能匆匆用一块帆布裹着焚烧并掩埋。
生前，尤海姆说他很快就会离世，而战争也很快就会结束，和平将会来临。他还断言1942年被德军应征入伍的儿子卡尔弗朗茨已经阵亡。他死后的第二天，天皇透过玉音放送宣布接受波兹坦宣言，太平洋战争结束。1947年，卡尔弗朗茨被确认于1945年5月6日在维也纳阵亡。

### 身后

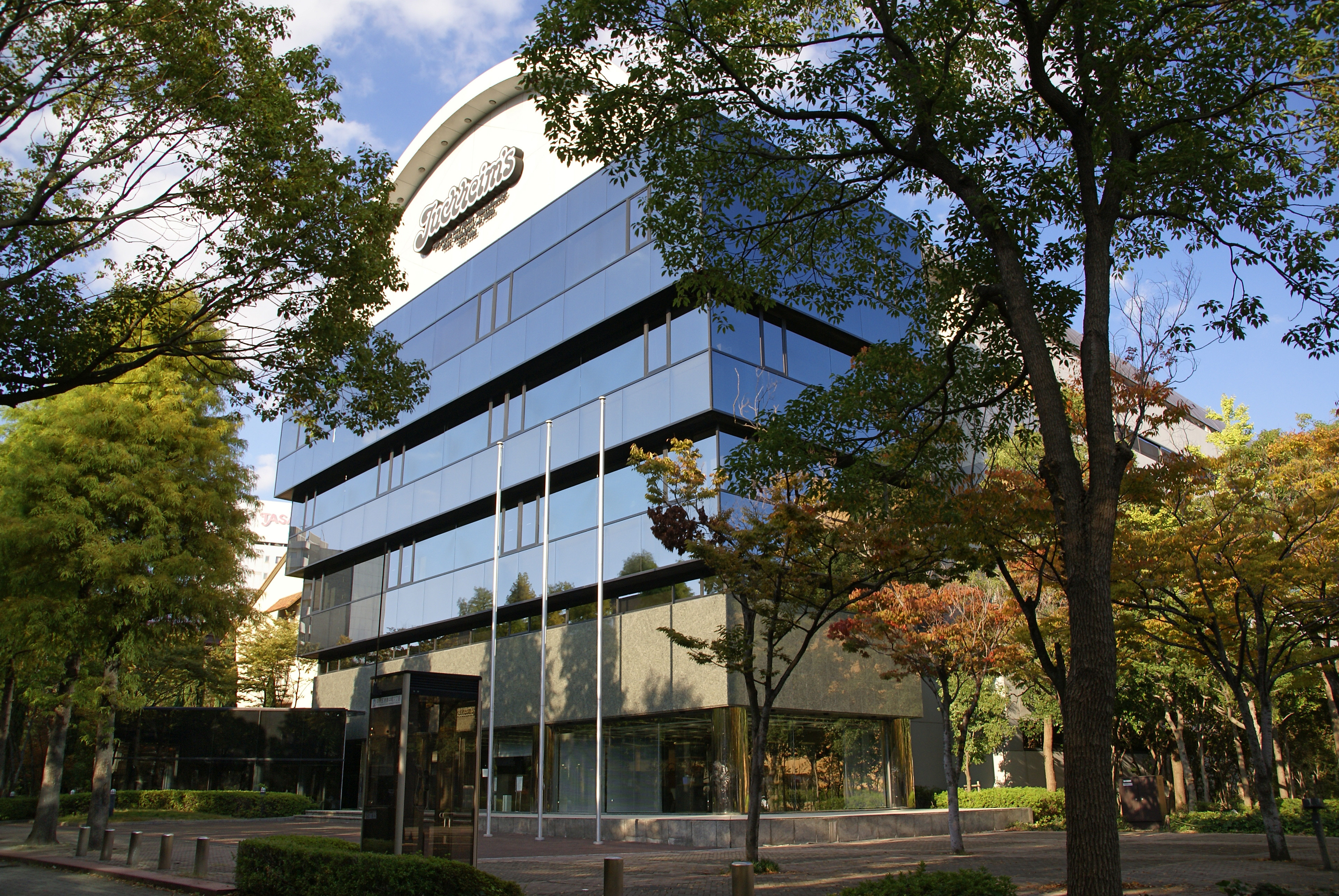
尤海姆株式会社本社大楼（兵库县神户市）

在尤海姆死后，其亲属（埃莉瑟及卡尔弗朗茨的妻子）被盟軍最高司令官總司令部强制遣送回德国，这是由于她在二战中曾担任德国妇人会的副会长，曾经回过德国；而且其子卡尔弗朗茨是德国军人。1948年10月，曾经在“JUCHHEIM'S”工作的山口政荣、川村勇等三人为了重振辉煌，合伙成立尤海姆商店（1950年1月改组为株式会社，1963年起变更商号为尤海姆株式会社）。1953年，埃莉瑟从德国回到日本并担任会长，1961年10月起就任社长。埃莉瑟曾说：“我死也要死在日本！”1971年5月2日，埃莉瑟在兵库县神户市逝世。尤海姆夫妻二人合葬在兵库县芦屋市的芦屋市墓园内。

## 轶闻
- 每次尤海姆都会把卖剩的蛋糕扔到烤炉裡焚毁，他的学徒也沿袭了这个习惯[47][22][48]。
- 尤海姆会严厉地教导学徒注意卫生。每天都要洗澡，指甲每三天剪一次，不穿带污垢的工作服。他刚开始在“CAFÉ EUROPE”工作的时候，一个月工资15日元，其中光洗衣和洗澡就要花3日元[47]。
- 尤海姆对原材料的要求十分严格[49]。他仅从日本的一流供应商采购上等原材料，如果在日本国内供应商无法提供优质原料时，他会采购进口原料以保证糕点品质，例如从牙买加进口朗姆酒，从澳大利亚进口黄油[50]。